# Cyrea szymborska
Cyrea szymborska – gatunek otwornic z rodziny Textularidae odkryty w 2016 r. przez dr Marię Holzmann z Uniwersytetu Genewskiego w St. Cyr na francuskim wybrzeżu Morza Śródziemnego i opisany w 2018 r. w Journal of Foraminiferal Research. Wielkość od 100 do 200 mikronów, występuje wśród glonów w wodach przybrzeżnych. Nazwany na cześć poetki Wisławy Szymborskiej, która w wydanym w 2009 r. tomiku Tutaj zamieściła wiersz pt. Otwornice.